# Собор всех святых, в земле Литовской просиявших

Икона "Собор святых земли Литовской"

Собор всех святых, в земле Литовской просиявших (также Собор святых земли Литовской, Собор Литовских святых) — праздник (собор) Русской православной церкви.
Установлен в честь православных святых, чьи жизнь и служение были связаны с Литвой. Совершается 13 (26) июля, в день памяти Виленских мучеников Антония, Иоанна и Евстафия.

## Установление праздника
Праздник установлен 30 августа 2019 года Священным синодом Русской православной церкви по предложению архиепископа Виленского и Литовского Иннокентия (Васильева).
Впервые празднование Собора Литовских святых было совершено в воскресный день 13 (26) июля 2020 года. В Свято-Духовом монастыре Вильнюса митрополит Иннокентий совершил литургию в сослужении монастырского духовенства. После литургии состоялись молебен и крестный ход. Богослужения проходили и во многих православных храмах Литвы.
На следующий день, в понедельник 14 (27) июля, была отслужена ещё одна торжественная литургия, в сослужении духовенства всей Виленской и Литовской епархии, в присутствии епископата и духовенства Римско-Католической и Лютеранской церквей Литвы, мэров литовских городов. Служба совершалась на церковнославянском и литовском языках. После литургии было исполнено величание Литовским святым.

## Список святых
В состав Собора Литовских святых включены следующие святые:
- Елисей Лавришевский, преподобный (†1250)
- Харитина, княжна Литовская, преподобная (†1281)
- Довмонт-Тимофей, благоверный князь (†1299)
- Антоний, Иоанн и Евстафий, Виленские мученики (†1347)
- Алексий, митрополит Московский и всея Руси, святитель (†1378)
- Киприан, митрополит Киевский, Московский и всея Руси, святитель (†1407)
- Фотий, митрополит Киевский и всея Руси, святитель (†1431)
- Феодор, князь Острожский, преподобный (†1446)
- Макарий, митрополит Киевский и всея Руси, священномученик (†1497)
- Тихон Луховской, преподобный (†1503)
- Антоний Супрасльский, преподобномученик (†I пол. XVI в.)
- Иулиания, княжна Ольшанская, праведная (†1550)
- Геннадий Могилёвский, Костромской, Любимоградский, преподобный (†1565)
- Никифор, патриарший экзарх Константинопольский, священномученик (†1599)
- София, княгиня Слуцкая, праведная (†1612)
- Леонтий (Карпович), архимандрит Виленский, преподобный, исповедник (†1620)
- Павел Виленский, преподобный, мученик (†XVII в.)
- Афанасий, игумен Брестский, преподобномученик (†1648)
- Макарий, архимандрит Каневский, Пинский, Овручский, преподобномученик (†1678)
- младенец Гавриил Белостокский, мученик (†1690)
- Георгий (Конисский), архиепископ Могилёвский, святитель (†1795)
- Николай (Яхонтов), священномученик (†1918)
- Лаврентий, епископ Балахнинский, священномученик (†1918)
- Тихон, патриарх Московский и всея Руси, святитель (†1925)
- Агафангел, митрополит, святитель (†1928)
- Иоанн (Стеблин-Каменский), священномученик (†1930)
- Иоанн, архиепископ Рижский, священномученик (†1934)
- Митрофан (Кванин), преподобномученик (†1937)
- Роман (Медведь), священноисповедник (†1937)
- Гавриил (Игошкин), преподобноисповедник (†1959)

## Иконография
Икона Собора литовских святых изображает подвижников Литовской земли, объединённых по ликам святости: святителей, преподобных, благоверных князей и княгинь, мучеников и священномучеников.
В центре изображены важные символы литовского православия: вильнюсская Церковь Святого Духа, почитаемая Остробрамская икона Божией Матери и три Виленских мученика.